# Бабажанов, Шухрат
Шухрат Бабажанов (Шуҳрат Бобожон, Шухрат Бабаджанов, Shukhrat Babadjan; 24 июля 1963) — узбекский/советский художник живописец, журналист, политик.

## Биография
Шухрат Бабажанов родился в 1963 году в Хорезме (Узбекская ССР). В 1984 году закончил Ташкентский педагогический институт имени Низами, факультет художественной графики. Учился у мастеров живописи как Чингиз Ахмаров, Малик Набиев, Янис Салпинкиди, Исфандиёр Ҳайдаров, Рузы Чарыев, Абдумўмин Бойматов, Шавкат Абдусаламов.
По окончании института работал главным хранителем Ургенчской картинной галереи и создавал коллекцию современной советской живописи. В 1986 году выставлял картину «Поцелуй украдкой» на выставке в Москве «Показывают молодые». Эта картина была также показана на выставке советского искусства в Токио (Япония) в 1987 году и была удостоена золотой медали Японской Академии искусств.
В этом году был принят в Союз художников СССР.
С 1989 года занимался активной политической деятельностью в качестве сопредседателя Хорезмского отделения неформального народного движения «Бирлик».
В 1991 году, во время президентских выборов руководил предвыборным штабом Мухаммада Салиха — политического оппонента действующего президента Каримова. Мухаммад Салих победил на выборах в Хорезмском регионе.
В 1993 году получил стипендию княгини Донхофф и организовал выставки в городах Берлин, Саарбрукен, Эрланген. Создал персональный сайт purpurzimmer.com.

### Пять лет внутри телевизора
В 1994 году вместе со своими братьями организовал один из первых независимых телевизионных каналов в городе Ургенче TV ALC. Его брат, известный узбекский журналист, видеоблогер Кудрат Бабаджанов был главным редактором телекомпании, он же купил в 1994 году самодельный передатчик для новой станции, который стал непригодным при первом же вторжении милиционеров в станцию в 1995 году. После закрытие станции он некоторое время сотрудничал с радио «Свобода» и Би-би-си. Позже, уже в 2015 году, опять вместе с братом они создали независимое интернет-издание Eltuz.com, которое сегодня развивается весьма успешно и обрело популярность. На телекомпании работала Мехрибон Бекиева, которая после закрытия станции также пришла работать на радио «Свобода» продюсером новостного отдела TV ALC. Телеканал имел потенциальную аудиторию в 1 млн зрителей и успешно работал в течение 5 лет. Перед парламентскими выборами в 1999 году телеканал был закрыт по политическим мотивам.

### Преследование
В 2001 году прокуратура возбудила уголовное дело по заказу службы национальной безопасности Узбекистана по статье «Фальсификация документов».
Шухрат Бабажанов был исключен из Академии Художников Узбекистана. На собрании за исключение проголосовали такие художники, как Рузи Чориев, Жавлон Умарбеков, Владимир Бурмакин.
Каракалпакский художник Жоллибой Изинтаев выступил против исключения.

### Бегство в Германию
В 2001 году Шухрат Бабажанов был вынужден уехать из Узбекистана и был признан политическим беженцем в Германии.
Лауреат премии Хеллман — Хэммета, присуждаемой писателям — жертвам преследований по политическим мотивам
С 2002 года по настоящее время Шухрат Бабажанов работает журналистом на радио «Свободная Европа Радио Свобода» (Прага).

## Произведения
Создавал картины в жанре фантастического восточного реализма под общим названием «Тысяча и одна ночь».
В 1988 году был приглашён в ГДР книжным издательством Reclam. Издательством была издана книга узбекских народных сказок (Der halbe kicherling), иллюстрации к которой были выполнены Шухратом Бабажановым.
В том же году участвовал в проекте «Неизвестная узбекская живопись» в Доме Художников в Москве, где была показана его картина в стиле наив-арт «Михаил Горбачев» и «Раиса Горбачева». В 2000 году организовал выставку в пустыне Каракум на приграничной территории двух стран — Узбекистана и Туркменистана. В Германии участвовал в проекте Дома Художников «Луиза» и создал инсталляцию «Самарканд». Участвовал в Выставке в «Haus der Kulturen der Welt» где выставлял картину «Хлеб». Картина вызвала недовольство узбекского посла в Германии Владимир Норова.
В 2002 году в городе Weimer (Германия) участвовал в выставке художников центральной Азии. На этой выставке художник Шухрат Бабажанов выставлял инсталляцию «Правда Востока». Инсталляция представляла собой дом простого узбека-мусульманина, на стене дома висел автомат Калашникова, а на столе бутылка кока-колы.
В 2004 году инсталляция выставлялась в галерее «Galerie Václava Špály» в Праге.
В 2010 году в Брюсселе Бабажанов представил песочную композицию «Андижанский дождь», посвящённую пятилетию подавления восстания в городе Андижане (Узбекистан).
- Серия «Тысяча и одна ночь»
- Иллюстрации «Der halbe kicherling» 1988
- Наив-арт «Михаил Горбачев» и «Раиса Горбачева» 1988
- Выставка в пустыне Каракум 2000
- Инсталляция «Самарканд»
- Картина «Хлеб»
- Инсталляция «Правда Востока» 2002
- Песочная композиция «Андижанский дождь» 2010